# Prix Champlain
 (janvier 2021).
Si vous disposez d'ouvrages ou d'articles de référence ou si vous connaissez des sites web de qualité traitant du thème abordé ici, merci de compléter l'article en donnant les références utiles à sa vérifiabilité et en les liant à la section « Notes et références ».
Le Prix Champlain a été créé en 1957 par le Conseil de la vie française en Amérique pour encourager la production littéraire chez les francophones vivant à l'extérieur du Québec, en Amérique du Nord. De 2007 à 2015, le Prix Champlain a été administré par le Salon international du livre de Québec. Depuis 2016, le Regroupement des éditeurs franco-canadiens (REFC) l'organise en partenariat avec le Centre de la francophonie des Amériques, le Salon du livre de l'Outaouais et Communication-Jeunesse, avec le soutien financier du Secrétariat du Québec aux relations canadiennes.

## Description
Ce prix a aussi pour objet de susciter chez les Québécois un intérêt pour les francophones d'Amérique en situation de minorité. Est réputé francophone vivant à l'extérieur du Québec tout contribuable d'expression et d'allégeance culturelle françaises vivant dans une province canadienne de « Common law » ou aux États-Unis.
L'évaluation des ouvrages soumis au concours est d'abord influencée par la mission du Conseil de la vie française en Amérique: « ... promouvoir le développement et l'épanouissement des communautés d'origine, de langue et de culture françaises en Amérique. » 
Une nouvelle formule est établie à partir de l’édition 2016 grâce à l’apport de nouveaux partenaires dont le Secrétariat du Québec aux relations canadiennes, la Maison de la littérature de Québec et le Centre de la francophonie des Amériques.
Le Prix Champlain couronne en alternance, d’une année à l’autre, un lauréat de la catégorie «adulte» et un lauréat de la catégorie «jeunesse». La catégorie «adulte» englobe l’ensemble des genres littéraires, dont le roman, la nouvelle, le théâtre, la poésie, le récit et l’essai. La catégorie «jeunesse» englobe l’ensemble des ouvrages destinés à un lectorat de moins de 18 ans, dont le roman , le théâtre, la poésie, le récit et l’album.
Le donneur du nom est Samuel de Champlain.

## Règlement

### Admissibilité

#### Auteurs et lieu de publication
Pour être admissibles au Prix Champlain, les ouvrages doivent répondre à au moins deux des trois critères suivants :
- être l'œuvre d’un auteur né au Canada, à l’extérieur du Québec ;
- être l'œuvre d’un auteur vivant au Canada, à l’extérieur du Québec ;
- être publié par un éditeur dont le siège social est situé au Canada, à l’extérieur du Québec.

#### Livres éligibles
- les livres peuvent avoir été publiés au Canada ou à l’étranger (si les deux premiers critères d’éligibilité énumérés au paragraphe précédent sont respectés);
- les livres doivent être une première édition d’une œuvre écrite en français;
- tous les livres doivent compter au moins 48 pages, sauf les livres illustrés pour enfants, qui doivent compter au moins 24 pages;
- les livres comptant plus de deux auteurs sont admissibles, mais les auteurs devront se partager la bourse.

#### Les ouvrages suivants ne sont pas admissibles
- les livres qui ont déjà été soumis au Prix Champlain;
- les ouvrages publiés à compte d’auteur;
- les manuels scolaires ou les guides d’instruction, les livres illustrés (beaux livres), les livres d’aide pratique, les guides, les livres de recettes, les catalogues d’exposition, les scénarios de film, les témoignages, les transcriptions d’entrevues, le recueil de correspondance, les répertoires, les ouvrages de référence, les bibliographies et les livres à contenu minime ;
- les anthologies comportant des ouvrages de plus d’un auteur, illustrateur ou traducteur;
- les rééditions, les traductions et les réécritures;
- les livres dont l’auteur, l’illustrateur ou le traducteur était décédé au moment de la publication.

### Processus de sélection
Le jury sera composé de trois membres (créateurs, professeurs de littérature, libraires, critiques ou journalistes et/ou de professionnels d’expérience et indépendants) provenant de différentes provinces  et territoires canadiens. Les membres du jury seront sélectionnés par des organismes représentant les milieux culturels des communautés francophones et acadiennes. Le jury sélectionnera les livres admissibles en fonction de leur qualité littéraire et artistique.

### Annonce des lauréats
Les noms des finalistes sont dévoilés en décembre. Le lauréat du Prix Champlain est annoncé au mois de janvier.

## Lauréats
- 1957 - Lionel Groulx
- 1959 - Lorenzo Cadieux, Biographie du Père Joseph Couture, s.j.
- 1960 - Rosaire Dion-Lévesque
- 1961 - Antonine Maillet (Nouveau-Brunswick)
- 1962 - Gustave Lanctot (Ontario)
- 1963 - Anselme Chiasson (Nouvelle-Écosse)
- 1964 - Alice Lemieux-Lévesque (Nouvelle-Angleterre)
- 1965 - Jean Ménard (Ontario)
- 1966 - Jean-Louis Allard (Ontario), Le mathématisme de Descartes
- 1967 - Adolphe Robert (Nouvelle-Angleterre)
- 1968 - Henri Blanchard (Ile-du-Prince-Édouard), pour l'ensemble de son œuvre
- 1969 - Jean Papen (Saskatchewan)
- 1970 - Roger Lemoine (Ontario)
- 1971 - Antoine Champagne (Manitoba)
- 1972 - Paul Chassé (Nouvelle-Angleterre)
- 1973 - Roger Motut (Alberta)
- 1974 - Germain Lemieux (Ontario)
- 1975 - Père Doucet (Nouveau-Brunswick)
- 1976 - Arthur Godbout (Ontario)
- 1977 - Marius Benoist (Manitoba), Louison Sansregret, métisse
- 1978 - Hélène Chaput (Manitoba)
- 1979 - Gilles Martel (Québec), Thomas Flanagan (Alberta) et Glen Campbell (Alberta)
- 1980 - Gabrielle Poulin-Dionne (Ontario)
- 1981 - René Dionne (Ontario)
- 1982 - Hélène Brodeur Saint-James (Ontario), Chronique du Nouvel-Ontario: la quête d'Alexandre
- 1983 - Michel Roy[Lequel ?] (Nouveau-Brunswick)
- 1984 - Joseph Rudel-Tessier (Québec)
- 1985 - Gilles Martel (Québec)
- 1986 - Marguerite Primeau (Colombie-Britannique), Sauvage, Sauvageon
- 1987 - Paul Wyczynski (Ontario)
- 1988 - Jean Pariseau (Manitoba)
- 1989 - George Arsenault (Ile-du-Prince-Édouard), Les acadiens de l'Ile:1720-1980
- 1990 - Claude Le Bouthillier (Nouveau-Brunswick)
- 1991 - Yves Roby (Québec)
- 1992 - Inge Israël (Alberta)
- 1993 - Robert Major (Ontario)
- 1994 - Jacques Gauthier (Ontario)
- 1995 - Alexandre-J. Boudreau (Nouveau-Brunswick), A l'assaut des défis
- 1996 - Patrice Desbiens (Ontario)  Mention honorable: Maurice Henrie (Ontario)
- 1997 - Bernard Bocquel (Manitoba), Au pays de CKSB: 50 ans de radio française au Manitoba
- 1998 - Zachary Richard (Louisiane) Mention honorable: Laurent Chabin (Alberta), L'Assassin impossible
- 1999 - Léonard Forest (Nouveau-Brunswick)
- 2000 - Jean-Marc Dalpé (Ontario) Mention honorable: Simone Chaput (Manitoba)
- 2001 - Françoise Lepage (Ontario) Mention honorable: Robert Viau (Nouveau-Brunswick)
- 2002 - Roger Léveillé (Manitoba), Le soleil du lac qui se couche, Éditions du Blé Mention honorable: Laurent Chabin (Alberta), L'âge d'or, Point de fuite
- 2003 - Yves Roby (Québec), Franco-américains de la Nouvelle-Angleterre, Rêves et réalités Septentrion
- 2004 - Louis Haché, La Maîtresse d’école
- 2005 - Michel Bock, Quand la nation débordait les frontières : Les minorités françaises dans la pensée de Lionel Groulx, Éditions Hurtubise HMH
- 2006 - Marie-Andrée Donovan, Les soleils incendiés, Éditions David
- 2007 - Nicolas Landry (Nouveau-Brunswick), Éléments d’histoire des pêches. La péninsule acadienne du Nouveau-Brunswick, 1890-1950
- 2008 - Herménégilde Chiasson (Nouveau-Brunswick), Béatitudes, Éditions Prise de parole
- 2009 - Rolande Faucher (Ontario), Jean-Robert Gauthier: Convaincre... sans révolution et sans haine, Éditions Prise de parole - Mention honorable : Louise Duguay (Manitoba), Pauline Boutal. Destin d'artiste, Les Éditions du Blé
- 2010 - Hélène Harbec, Chambre 503, Éditions David
- 2011 - Jacqueline Blay, Histoire du Manitoba français. Tome 1. Sous le ciel de la prairie, Les Éditions du Blé
- 2012 - Catégorie érudition : Chedly Belkhodja, D'ici et d'ailleurs, Éditions Perce-Neige
  - Catégorie fiction :  France Daigle, Pour sûr, Éditions du Boréal
- 2013 - Catégorie érudition : Walery Nowina, Qu’il y ait du soleil pour tout le monde, Éditions du Vermillon
  - Catégorie fiction : Paul Savoie, Dérapages, Éditions L'Interligne
- 2014 - Catégorie érudition : Jacqueline Blay, Histoire du Manitoba français. Tome 2. Le temps des outrages (1870-1916), Éditions des Plaines
  - Catégorie fiction : Simone Chaput, Un vent prodigue, Leméac
- 2015 - Catégorie érudition : Jean-François Blanchette, Du coq à l’âme, l’art populaire du Québec, Presse de l’Université d’Ottawa
  - Catégorie fiction : Thierry Dimanche, Le Milieu de partout, Prise de parole
- 2017 - Catégorie adulte : Georgette LeBlanc, Le Grand feu, Éditions Perce-Neige
  - Mentions spéciales du jury : Véronique-Marie Kaye, Marjorie Chalifoux, Éditions Prise de parole, et Monia Mazigh, Du pain et du jasmin, Éditions David
- 2018 - Catégorie jeunesse : Marie Cadieux et François Dimberton, Histoire de galet, Bouton d'or Acadie
  - Mention spéciale du jury : Michel Thériault et Magali Ben, Ils sont..., Bouton d'or Acadie
- 2019 - Catégorie adulte: Gabriel Robichaud, Acadie Road, Éditions Perce-Neige
- 2020 - Catégorie adulte : Isabelle Kirouac Massicotte, Des mines littéraires, Éditions Prise de parole
  - Catégorie jeunesse : Pierre-Luc Bélanger, L'Odyssée des neiges, Éditions David
- 2021 - Catégorie adulte : Véronique Sylvain, Premier quart, Éditions Prise de parole[3].
  - Catégorie jeunesse : Micheline Marchand, Perdue au bord de la baie d'Hudson, Éditions David[3].
  - Mention spéciale : France Adams, Au cœur de l'histoire, Les Éditions du Blé[3].
- 2022 - Catégorie adulte : Paul Savoie, Ce matin, Éditions David[4].
  - Catégorie jeunesse : Éric Mathieu, Capitaine Boudu et les enfants de la cédille, Éditions L'Interligne[4].
  - Mention spéciale : Soufiane Chakkouche, Zahra, Éditions David[4].
- 2023 - Catégorie adulte : Robert Marinier, Un conte de l'apocalypse, Éditions Prise de parole[5].
  - Catégorie jeunesse : Audrey Long et Jean-Luc Trudel, Tommy Tempête, Bouton d'or Acadie[5].

- 2024 - Catégorie adulte : Sébastien Bérubé, Rivière-aux-cartouches, Éditions Perce-neige[6].
  - Catégorie jeunesse : Claudia Lahaie, Les voies du slam, Éditions David[6].

### Source principale
- Le Regroupement des éditeurs canadiens-français prend la gestion du Prix Champlain